# Dominique Van Malder
Dominique Van Malder (Dendermonde, 1976) is een Vlaams acteur.
Van Malder studeerde aan het Brusselse RITCS en startte een carrière als theateracteur, verbonden aan de gezelschappen Theater Antigone (sinds 2004) en Studio Orka. Hij speelde bij Antigone in stukken als De Kafka's in regie van Bart Danckaert, De Pijnders of Lange dagreis naar de nacht, bij Orka in Berninna, tenminste houdbaar tot, Duikvlucht, Zoutloos, Warmoes en Chasse Patate en voor BRONKS in Operatie Charlie.
Filmrollen had hij in 2012 in Offline als 'dikke Patrick', in 2014 in De behandeling als 'Roland Claeren' en in Belgica als 'Manu Dewaey'. In 2013 vertolkte hij het personage 'Quinten D'hondt' in de televisieserie Zuidflank.
Samen met zijn vriend en medeacteur Joris Hessels trok hij in 2015 voor het Canvasprogramma Radio Gaga met een mobiele radiostudio naar plekken in België waar mooie en ontroerende verhalen te rapen waren. Het programma werd met veel lof onthaald en er volgde een tweede reeks in 2016.
In 2022 onderging Van Malder een maagverkleining. Hij liet zich gedurende het proces volgen door een cameraploeg. Het resultaat was in 2023 te zien in de vorm van de Play4-docureeks Patiënt Dompi.
In het najaar 2023 heeft hij deelgenomen aan De Slimste Mens ter Wereld.
In 2024 is hij te zien in The Masked Singer als een van de kippen Tik en Tok, samen met Joris Hessels.

## Film- en televisierollen
- 2003: Flikken, als Jean-Claude Maes (gastrol)
- 2007: Ben X, als verpleger
- 2012: Witse, als Rutger De Witte (gastrol)
- 2012: The Broken Circle Breakdown
- 2012: Offline, als dikke Patrick
- 2013: Zuidflank, als Quinten D'hondt
- 2014: De behandeling, als Roland Claeren
- 2016: Belgica, als Manu Dewaey
- 2017: Verborgen verlangen, als Herman
- 2019: De twaalf, als Bjorn Cornille
- 2020: Albatros, als Raf
- 2023: De Club (waar niemand bij wilt horen), als Bert
- 2023: Patiënt Dompi, als zichzelf